# Cyriocosmus
Sercozdobek (Cyriocosmus) – rodzaj najmniejszych pająków z rodziny ptasznikowatych (Theraphosidae). Polska nazwa zwyczajowa nawiązuje do wzoru w kształcie serca widocznym na odwłoku u większości gatunków w rodzaju.

## Gatunki
Według stanu na 12 stycznia 2025, World Spider Catalog uznawał 24 następujące gatunki w rodzaju Cyriocosmus:
- Cyriocosmus aueri Kaderka, 2016 - sercozdobek ciemnoszary – Peru[5]
- Cyriocosmus bertae Pérez-Miles, 1998 - sercozdobek czarny – Brazylia[6]
- Cyriocosmus bicolor Schiapelli & Gerschman, 1945 - sercozdobek dwubarwny – Brazylia[6][7]
- Cyriocosmus blenginii Pérez-Miles, 1998 - sercozdobek nadrzeczny – Boliwia[6]
- Cyriocosmus elegans (Simon, 1889) - sercozdobek gustowny – Wenezuela, Boliwia, Brazylia, Trynidad, Tobago
- Cyriocosmus fasciatus (Mello-Leitão, 1930) - sercozdobek bruzdowaty – Brazylia
- Cyriocosmus fernandoi Fukushima, Bertani & da Silva, 2005 - sercozdobek ciemnogłowy – Brazylia[8]
- Cyriocosmus foliatus Kaderka, 2019 - sercozdobek liścioplamy – Peru[9]
- Cyriocosmus giganteus Kaderka, 2016 - sercozdobek olbrzymi – Peru[5]
- Cyriocosmus hoeferi Kaderka, 2016 - sercozdobek nizinny – Brazylia[5]
- Cyriocosmus itayensis Kaderka, 2016 - sercozdobek nadwodny – Peru[5]
- Cyriocosmus leetzi Vol, 1999 - sercozdobek kolumbijski – Kolumbia, Wenezuela[10]
- Cyriocosmus nicholausgordoni Kaderka, 2016 - sercozdobek złocony – Wenezuela[5]
- Cyriocosmus nogueiranetoi Fukushima, Bertani & da Silva, 2005 - sercozdobek pięciopasy – Brazylia[8]
- Cyriocosmus paredesi Kaderka, 2019 - sercozdobek północny – Peru[9]
- Cyriocosmus paresi Moeller, Galleti-Lima & Guadanucci, 2024 - sercozdobek złotogłowy – Brazylia
- Cyriocosmus perezmilesi Kaderka, 2007 - sercozdobek leśny – Boliwia[11]
- Cyriocosmus peruvianus Kaderka, 2016 - sercozdobek peruwiański – Peru[5]
- Cyriocosmus pribiki Pérez-Miles & Weinmann, 2009 - sercozdobek górski – Peru[12]
- Cyriocosmus ritae Pérez-Miles, 1998 - sercozdobek jasny – Peru, Brazylia[6]
- Cyriocosmus sellatus Simon, 1889 - sercozdobek siodłaty (gatunek typowy) – Peru, Brazylia
- Cyriocosmus venezuelensis Kaderka, 2010 - sercozdobek wenezuelski – Wenezuela[13]
- Cyriocosmus versicolor (Simon, 1897) - sercozdobek wielobarwny – Paragwaj, Argentyna
- Cyriocosmus williamlamari Kaderka, 2016 - sercozdobek czteropasy – Wenezuela[5]

## Gatunki przeniesione z rodzajuCyriocosmus
Następujące gatunki, wcześniej klasyfikowane w rodzaju Cyriocosmus, zostały uznane za należące do innych rodzajów:
- Cyriocosmus butantan Pérez-Miles, 1998 – Brazylia → Hapalopus butantan Pérez-Miles, 1998
- Cyriocosmus nigriventris Mello-Leitão, 1939 – Wenezuela → Metriopelma nigriventre Mello-Leitão, 1939 → Hapalopus nigriventris Mello-Leitão, 1939

## Gatunki uznane za synonimy
Pełna lista gatunków z rodzaju Cyriocosmus wraz z nazwami uznanymi za synonimy:
- Cyriocosmus aueri Kaderka, 2016 – Peru[5]
- Cyriocosmus bertae Pérez-Miles, 1998 – Brazylia[6]
- Cyriocosmus bicolor Schiapelli & Gerschman, 1945 – Brazylia[6][7]
  - pierwotnie opisany jako: Chaetorrhombus bicolor Schiapelli & Gerschman, 1945, przeniesiony do rodzaju Cyriocosmus[7][3]
  - gatunek uznany za synonim: Cyclosternum bicolor Schiapelli & Gerschman, 1945 (ze względu na uznanie rodzaju Chaetorrhombus za synonim starszego rodzaju Cyclosternum w 1985 r.[3])
  - gatunek uznany za synonim: Cyriocosmus chicoi Pérez-Miles, 1998[6][7]
- Cyriocosmus blenginii Pérez-Miles, 1998 – Boliwia[6]
- Cyriocosmus elegans (Simon, 1889) – Wenezuela, Trynidad, Tobago
  - pierwotnie opisany jako: Hapalopus elegans (Simon, 1889), przeniesiony do rodzaju Cyriocosmus w 1903 r.[3]
  - gatunek uznany za synonim: Erythropoicila plana Fischel, 1927[3]
  - gatunek uznany za synonim: Cyriocosmus planus Fischel, 1927[3]
  - gatunek uznany za synonim: Cyriocosmus semifasciatus Mello-Leitão, 1939[3]
  - odrzucona propozycja przeniesienia do innego rodzaju: Chaetorrhombus semifasciatus Bücherl, Timotheo & Lucas, 1971[3]
- Cyriocosmus fasciatus (Mello-Leitão, 1930) – Brazylia
  - pierwotnie opisany jako: Pseudhomoeomma fasciatum Mello-Leitão, 1930, przeniesiony do rodzaju Cyriocosmus[3]
- Cyriocosmus fernandoi Fukushima, Bertani & da Silva, 2005 – Brazylia[8]
- Cyriocosmus foliatus Kaderka, 2019 – Peru[9]
- Cyriocosmus giganteus Kaderka, 2016 – Peru[5]
- Cyriocosmus hoeferi Kaderka, 2016 – Brazylia[5]
- Cyriocosmus itayensis Kaderka, 2016 – Peru[5]
- Cyriocosmus leetzi Vol, 1999 – Kolumbia, Wenezuela[10]
- Cyriocosmus nicholausgordoni Kaderka, 2016 – Wenezuela[5]
- Cyriocosmus nogueiranetoi Fukushima, Bertani & da Silva, 2005 – Brazylia[8]
- Cyriocosmus paredesi Kaderka, 2019 – Peru[9]
- Cyriocosmus perezmilesi Kaderka, 2007 – Boliwia[11]
  - przed pierwszym opisem znany jako: Cyriocosmus sp. Bolivia[14]
- Cyriocosmus peruvianus Kaderka, 2016 – Peru[5]
  - przed pierwszym opisem znany jako: Cyriocosmus sp. Rio Nanay[5]
- Cyriocosmus pribiki Pérez-Miles & Weinmann, 2009 – Peru[12]
  - gatunek uznany za synonim: Cyriocosmus rogerioi Pérez-Miles & Weinmann, 2009[3]
- Cyriocosmus ritae Pérez-Miles, 1998 – Peru, Brazylia[6]
- Cyriocosmus sellatus Simon, 1889 (gatunek typowy) – Peru, Brazylia
  - pierwotnie opisany jako: Hapalopus sellatus Simon, 1889, przeniesiony do rodzaju Cyriocosmus w 1903 r.[3]
- Cyriocosmus venezuelensis Kaderka, 2010 – Wenezuela[13]
  - przed pierwszym opisem znany jako: Cyriocosmus sp. Venezuela[15]
- Cyriocosmus versicolor (Simon, 1897) – Paragwaj, Argentyna
  - pierwotnie opisany jako: Cyclosternum versicolor Simon, 1897, przeniesiony do rodzaju Cyriocosmus[3]
  - gatunek uznany za synonim: Hapalopus versicolor Simon, 1897[3]
- Cyriocosmus williamlamari Kaderka, 2016 – Wenezuela[5]